# Campylocheta abdominalis
Campylocheta abdominalis är en tvåvingeart som beskrevs av Hiroshi Shima 1985. Campylocheta abdominalis ingår i släktet Campylocheta och familjen parasitflugor. Inga underarter finns listade i Catalogue of Life.